# 万宝山乡
万宝山乡，是中华人民共和国湖南省永州市祁阳市下辖的一个乡镇级行政单位。2015年，祁阳县调整乡镇区划。获得湖南省人民政府的批准后，11月24日，永州市人民政府下发永政函〔2015〕216号文件，将万宝山乡、小金洞乡并入金洞镇。

## 行政区划
万宝山乡下辖以下地区：
桐子山村、油榨铺村、胜利村、中棚村、下司口村和睦源村。